# Guy Morin

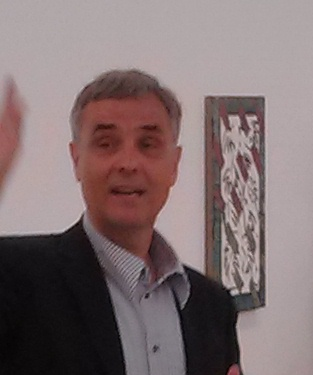
Guy Morin (2014)

Guy Morin (* 4. Dezember 1956) ist ein Arzt und Politiker (GPS) aus dem Schweizer Kanton Basel-Stadt. Von 2009 bis 2017 war er Regierungspräsident des Regierungsrates des Kantons Basel-Stadt.

## Leben und Wirken

### Berufliche und politische Laufbahn bis 2004
Guy Morin absolvierte von 1978 bis 1984 ein Medizinstudium an der Universität Basel. Es folgte eine Weiterbildung zum Arzt für allgemeine Medizin FMH in verschiedenen Spitälern des Kantons Basel-Stadt. Von 1993 bis 2004 führte er eine eigene Hausarztpraxis im Quartier St. Johann in Basel. Von 1996 bis 2004 war er Präsident der HMO-Hausärztevereinigung.
Von 1984 bis 1986 amtierte Guy Morin als Sekretär und ist seit 1987 Vorstandsmitglied der Schweizerischen Sektion der Ärzte und Ärztinnen für soziale Verantwortung und zur Verhütung eines Atomkrieges (PSR/IPPNW). Seit 1988 ist er Mitglied der Ärztinnen und Ärzte für Umweltschutz. Von 1988 bis 2001 war er Mitglied des Grossen Rates des Kantons Basel-Stadt. Von 1997 bis 2001 präsidierte er dort die Gesundheitskommission.

### Regierungsrat und Vorsteher Justizdepartement 2005 bis 2009
Nach seiner Wahl in den Regierungsrat im Jahr 2004 – als erstes Mitglied der Grünen Partei Basel-Stadt überhaupt – war Guy Morin von 2005 bis 2009 der Vorsteher des kantonalen Justizdepartementes.

### Regierungspräsident und Vorsteher Präsidialdepartement 2009 bis 2016
Im Jahr 2008 wurde Guy Morin in stiller Wahl zum ersten Regierungspräsidenten des Regierungsrates des Kantons Basel-Stadt für vier Jahre (Legislatur 2009–2013) gewählt. Er stellte sich für eine weitere Legislatur (2013–2017) als Regierungspräsident zur Wahl und wurde am 28. Oktober 2012 erst ins Regierungsgremium und am 25. November 2012 im zweiten Wahlgang, den er vor Baschi Dürr gewann, auch wieder ins Regierungspräsidium gewählt.
Als Regierungspräsident oblag Guy Morin auch der Vorstand des im 2009 neu geschaffenen Präsidialdepartements mit den Abteilungen Aussenbeziehungen und Standortmarketing, Gleichstellung von Frauen und Männern, Kantons- und Stadtentwicklung, Kultur, das Statistische Amt sowie die Staatskanzlei und das Generalsekretariat.
In seine Zeit als Regierungspräsident und Vorsteher des Präsidialdepartements fiel die Gründung der Metropolitankonferenz Basel am 16. Januar 2012, die Guy Morin präsidiert. Die Metropolitankonferenz Basel, die Akteure aus Politik, Wirtschaft und Zivilgesellschaft versammelt, bezweckt die gemeinsame Interessenvertretung gegenüber dem Bund und anderen Regionen in Kernthemen, die für den Metropolitanraum von besonderer Bedeutung sind.
Unter seinem Vorstand wurde das kantonale Wohnraumfördergesetz ausgearbeitet, das von den basel-städtischen Stimmbürgerinnen und Stimmbürgern am 22. September 2013 angenommen wurde.
In dieser Zeit kam die Planung des Erweiterungsbaus des Kunstmuseums Basel zustande, der 2016 eröffnet werden soll. Auch konnte der Umbau des Museums der Kulturen Basel vollzogen sowie die Neubauten für das Naturhistorische Museum Basel und das Staatsarchiv initiiert werden.
Am 21. Mai 2014 hat der Grosse Rat des Kantons Basel-Stadt dem neuen kantonalen Gesetz über die öffentliche Statistik (Statistikgesetz; StatG) zugestimmt. Mit diesem neuen Gesetz wird die Tätigkeit der öffentlichen Statistik im Kanton Basel-Stadt gesetzlich verankert. Dies erfordert das Legalitätsprinzip, das für jede staatliche Tätigkeit eine ausreichende gesetzliche Grundlage bedingt.
Im Januar 2016 wurde bekannt, dass Guy Morin bei den Regierungsratswahlen am 23. Oktober 2016 nicht mehr antreten wird. Damit schied er am Ende der Legislatur im Februar 2017 aus dem Amt.

### Zurück zu den Wurzeln als Arzt
Seit Mai 2017 praktiziert Guy Morin wieder in Teilzeit als Hausarzt in einer Gruppenpraxis in Basel und ist seit Anfang 2017 Verwaltungsrat des Felix Platter-Spitals.